# Jakob Joseph Frank

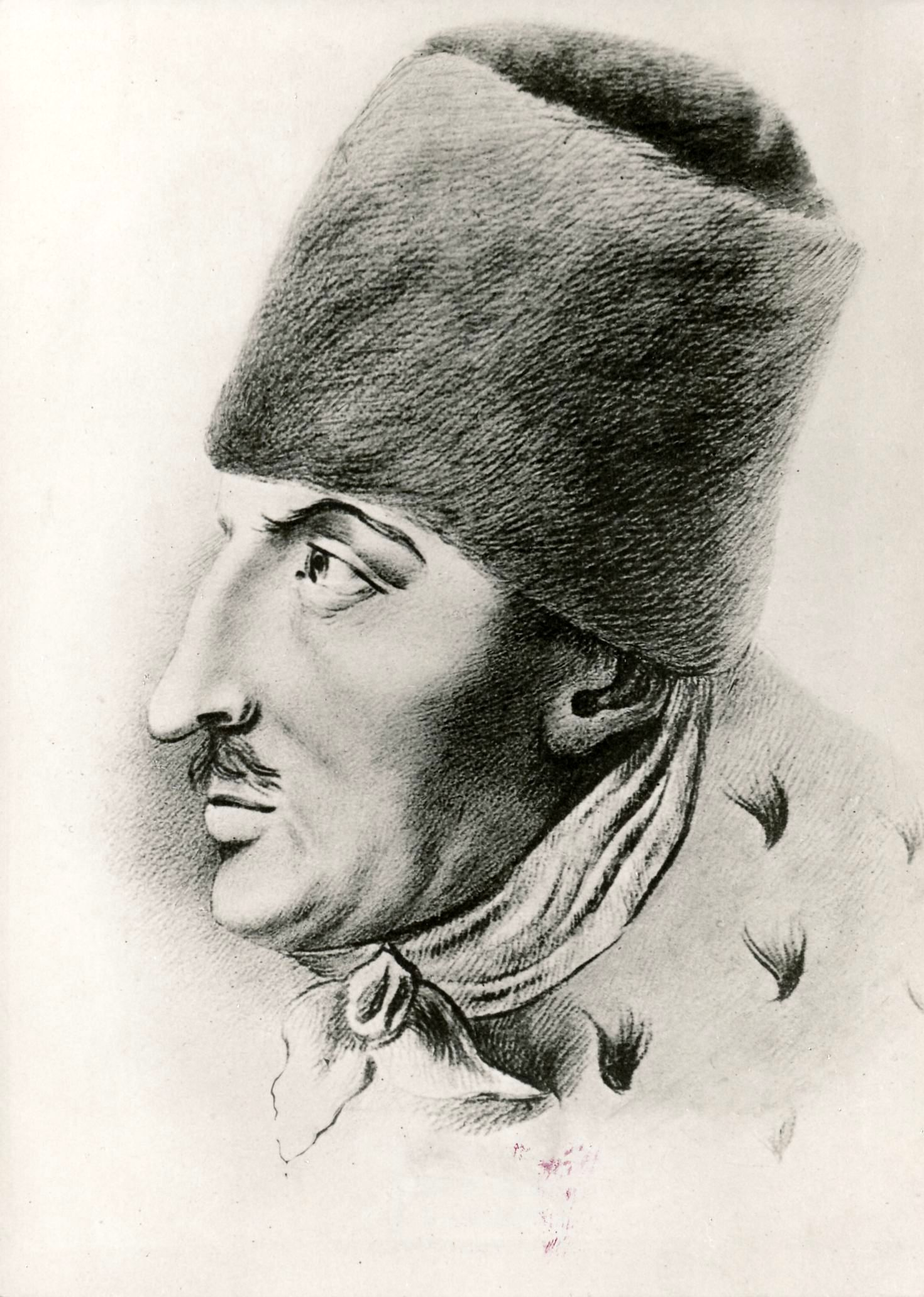
Jakob Joseph Frank

Jakob Joseph Frank, Herb Dobrucki (hebräisch יַעֲקֹב יוֹסֵף בן יְהוּדָה לייב Ja’akow Josef ben Jehuda Lejb, polnisch Jakób Józef Frank, geboren 1726 in Korolówka, Podolien, Polen-Litauen; gestorben am 10. Dezember 1791 in Offenbach am Main), auch der wahre Jakob, war ein aschkenasischer Jude, der sich als Sabbatianer, Rabbiner, Kabbalist, Prophet, Astrologe und Alchemist auch als Reinkarnation des biblischen Jakobs und des vermeintlichen Messias Schabbtai Zvi verstand und Zvis Bewegung, den Sabbatianismus, ab 1755 zum Frankismus weiterentwickelte. Diese nach ihm benannte messianische Bewegung entfaltete noch bis Mitte des 20. Jahrhunderts in ganz Europa politische Wirkung.
Jakob Frank ist eine der einflussreichsten Figuren in der Geschichte des Judentums, die sich vollständig vom Land Israel lossagte. Als einer der ersten europäischen Juden war er fest entschlossen, sein Volk in Osteuropa für die Moderne zu öffnen, nachdem es seit dem Ende des Mittelalters (also seit mehr als 250 Jahren) in mittelalterlichen Lebensverhältnissen harrte und sich der modernen Welt draußen verschloss. Anders als in Westeuropa, wo zur selben Zeit unter Moses Mendelssohn eine Öffnung zur modernen Welt durch die Aufklärung einsetzte, bediente sich Frank des jüdischen Messianismus, um die meist einfachen, bildungsarmen und leichtgläubigen Menschen des ostjüdischen Schtetl hinter sich zu scharen: Vom vermeintlich wiedergeborenen Messias ließen sie sich davon überzeugen, dass der Talmud sinnlos und die mit ihm verbundene Treue zur Torah („Gotteslehre“) Hauptursache ihrer rückständigen Lebensbedingungen sei. Nach zwei öffentlichen Disputationen sowie der endgültigen Verbannung Franks und seiner Anhänger aus der jüdischen Gemeinschaft verfolgte Frank das Ziel des Aufbaus eines eigenen, frankistischen Hofstaates in Europa, was ihm nach seiner Konversion zum Katholizismus und seiner Erhebung in den polnischen Kleinadelsstand gegen Ende des Lebens als Baron von Offenbach auf kleinem protestantischem Territorium auch gelang. Doch große Macht und Privilegien blieben auch in Offenbach aus.

## Leben

### Kindheit und Jugend mit ersten Gesetzesübertretungen
Zur Herkunft und Familie Jakob Franks kann kein einheitliches Bild wiedergeben werden.
Franks Mutter Rachel Hirschl aus Rzeszów brachte ihren Sohn 1726 als Ja’akow Josef ben Jehuda Lejb im Zeitalter der populären Mystik zur Welt. Seine Großmutter mütterlicherseits war eine Astrologin. Sie soll am achten Lebenstag Franks, dem Tag seiner Beschneidung, zu seinen Eltern gesagt haben: „Hütet ihn und zieht ihn anständig auf, weil durch ihn eine neue Sache auf die Welt kommen wird“, so eine Geburtslegende. Da er unter lebensbedrohlichen Umständen geboren und gerettet wurde, heben alle Geburtslegenden Franks Auserwähltheit hervor.
Franks Vater, Rabbi Jehuda Lejb, versorgte eine Zeit lang das Landgut eines polnischen Kleinadligen. Viele aschkenasische Juden arbeiteten für den polnischen Kleinadel als Geschäftsleute, Wirte und Steuereinzieher. 70 Prozent der polnisch-litauischen Aschkenasim lebten in Städten gleichrangig neben Nichtjuden. Adelige Grundbesitzer förderten diese Händler, weil sie hohe Preise auf landwirtschaftliche Produkte zahlten, gute Auslandsverbindungen besaßen und sich politisch loyal verhielten. Das hatte einen Aufschwung polnisch-litauischer Ortschaften und deren Judengemeinden bewirkt. Daraus war das Schtetl entstanden, in dem die Aschkenasim die Bevölkerungsmehrheit stellten, vorwiegend das Ortszentrum bewohnten und eine eigene soziale Organisation prägten. Sie bildeten einflussreiche, aber als Konkurrenz abgelehnte Minderheiten in den von Katholiken dominierten Städten Polen-Litauens. Im 18. Jahrhundert dominierten sie den Handel und das Handwerk im feudalistischen Ständestaat Polen-Litauen. Ein nicht zu unterschätzender Faktor für die zunehmende Entfachung der Hoffnungen auf den kommenden Messias waren deshalb die grausamen Pogrome gegen die Juden in Osteuropa. Da gab es 1648 unter Bohdan Chmielnicki den großen Kosakenaufstand, jenem Jahr, das nach einer Stelle des Zohar das Erlösungsjahr sein sollte. Durch diesen Aufstand, der sich gegen Polen und Juden richtete, wurden ca. 300 jüdische Gemeinden vernichtet und ca. 100.000 Juden auf grausame Weise ermordet. Infolge des sogenannten „Krieges der blutigen Sintflut“ blieben von etwa 450.000 Juden in Polen-Litauen 180.000 übrig. Alle jüdischen Gemeinden jener Zeit, ganz gleich, ob sie blühten oder dahinvegetierten, hatten neben dem gemeinsamen Erbe der lurianischen Kabbala und der Hoffnung auf einen Messias eines gemeinsam: die Unsicherheit und die Angst vor Verfolgungen. So auch die Familie Franks.
Dank der talmudischen Gelehrsamkeit des Vaters erfuhr Frank eine strenge Erziehung zum orthodoxen Juden. Im ostjüdischen Schtetl jener Zeit beschränkte sich diese Gelehrsamkeit jedoch immer mehr auf den aristokratischen Kreis von Rabbinern und wohlhabenden Gemeindemitgliedern. Die breite Bevölkerung dagegen ließ sich inzwischen lieber von charismatischen Mystikern ausbilden, die ihre oft populären Lehren als Wanderprediger verbreiteten. Sie versuchten mit der praktischen Kabbala (Amulette, die Kombinationen von Gottesnamen enthalten, Sprüche, Geisteraustreibungen etc.) Menschen zu heilen und schützen. Allerdings war Podolien ein Landstrich, bei dem im Volksglauben der Juden, Polen und Ukrainer der Glaube an Dämonen und andere übernatürliche Erscheinungen sehr verbreitet und gleichsam das Erbe von Juden und Christen war. So gab sich die breite, bildungsferne Bevölkerung Podoliens zunehmend einem Aberglauben hin, der von folkloristischen Überlieferungen geprägt war. Zahlreiche moralistische Bücher mit populärem Mystizismus, wie zum Beispiel Kav haJaschar („Die gerade Linie“), wurden zu dieser Zeit ins Jiddische übersetzt. Auf der Grundlage des wachsenden Aberglaubens und der hohen messianischen Erwartungen hatte sich in Podolien die Bewegung des osteuropäischen Chassidismus entwickelt. Die Figur des Zaddik war entstanden, eines Rechtschaffenen, der aufgrund seiner Lebensführung als Vorbild für alle Juden dient und einen eigenen chassidischen Hofstaat errichten darf, in dem er als Herrscher das Leben seiner Anhänger bestimmt. Die intime Beziehung zwischen Zaddik und den Volksmassen wurde zur Grundlage des chassidischen Lebens in Osteuropa. Der Zusammenbruch der traditionellen Gesellschaftsstruktur der Juden in Polen-Litauen führte zusammen mit dem Prozess der Expansion der lurianischen Kabbala und der Mission der „gemäßigten Sabbatianer“ im Untergrund, zu einer tiefen Krise der jüdischen Tradition im 18. Jahrhundert. Der Niedergang der rabbinischen Autorität, der Verlust der persönlichen Sicherheit und die zunehmende Verarmung verstärkten die messianische Hoffnung und den Wunsch nach religiöser und sozialer Erneuerung.
Die Kindheit Franks war von diesem Wunsch nach religiöser und sozialer Erneuerung stark geprägt und ebenso stark von der Tatsache, dass sein Vater aus dem ostjüdischen Schtetl oft verstoßen und mit der Familie zur Flucht veranlasst wurde, weil er unter Verdacht stand, im Geheimen Kontakte zu den Sabbatianern zu pflegen, sogar als sabbatianischer Lehrer tätig zu sein. Die Familie emigrierte ins Fürstentum Moldau, wo Jakob Frank in Czernowitz den größten Teil seiner Kindheit verbrachte. Später musste die Familie von Czernowitz vor den Kosaken nach Snjatyn, Faraon und Romani fliehen und schließlich ins Fürstentum Walachei nach Bukarest übersiedeln. Wenn man den Erzählungen Franks glaubt, lebte er in Bukarest das Leben eines verwahrlosten Jugendlichen.
Die jüdische Tradition mit ihrer Welt der Gebote und Verbote hinterfragte Frank nicht. Stattdessen rebellierte er gegen die traditionellen, rabbinischen Verhaltensweisen des Vaters. Aus einer kindlichen Auflehnung gegen die autoritären Erziehungsgewohnheiten wurde zugleich ein wild-anarchistisches Übertreten der jüdischen Speisegesetze. Er machte sich auch über den Glauben an alle Arten von übersinnlichen Phänomenen lustig, negierte zugleich aber keinesfalls die Existenz von Dämonen und Geistern. Gerne stellte er sich dabei als Prostak zur Schau, das heißt als einfacher, bildungsarmer, doch vor Kraft strotzender Mensch, der im Gegensatz zum kopflastigen Gelehrten lieber handelt, anstatt zu diskutieren.
Die Eltern ermöglichten ihm in Bukarest eine angesehene Lehre zum Kaufmann, die er „wegen zu schwerer Arbeit beim Wiegen“ abbrach. Stattdessen fiel er mit Diebstählen und Raubüberfällen als Anführer einer Jugendbande auf.
Schließlich kam Frank in Bukarest durch einen gewissen Rabbi Leib, der vermutlich ein Kaufmann und Krypto-Sabbatianer war und nach außen zum Schein das Leben eines orthodoxen Juden führte, mit den Lehren der Sabbatianer in Berührung. Er riet Frank, mit ihm ins Osmanische Reich nach Smyrna zu gehen und dort den sabbatianischen Rabbi Issachar aus Podhajce aufzusuchen.
Von 1750 bis 1752 studierte Frank in Smyrna den Sabbatianismus bei Rabbi Issachar. Während dieser Zeit erhielt er, wie auch die anderen fremden Kaufleute aus dem Abendland, den Beinamen „Frank“. Über seine sabbatianischen Kontakte lernte er bald Chana, die Tochter des Händlers Jehuda Lev Tuvia, kennen und heiratete sie auf deren Anraten 1752 im osmanischen Nikopol (heute Bulgarien).

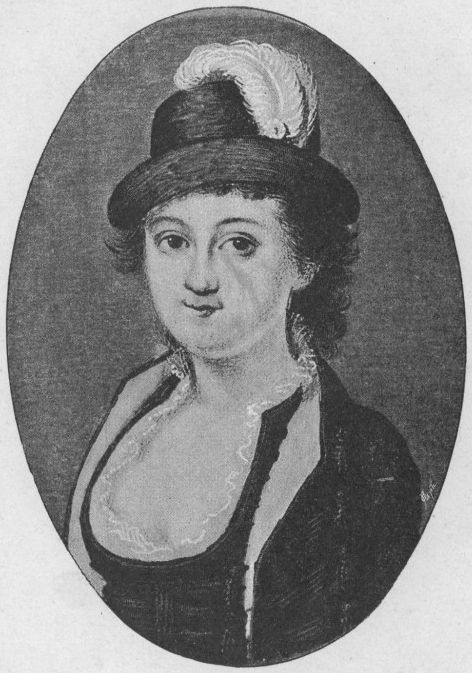
Eva Frank (1774), Tochter

Nach der Hochzeit blieb er im Osmanischen Reich und ging nach Saloniki (heute Griechenland), mitten ins Herz des Sabbatianismus, dem Zentrum der Dönme. Hier erkannte Frank, dass die alten Wege des Sabbatianismus ihm nicht zusagten, er sich aber mit dem aktiven Sabbatianismus auseinandersetzen musste, wenn er erfolgreich sein wollte. So stellte sich Frank zunächst in die Tradition der Dönme. Aufgrund der Erscheinung des Heiligen Geistes in Saloniki präsentierte Frank sich später als „Auserwählter“. In seinem Buch der Worte des Herrn hielt er fest, bei seinem zweiten Aufenthalt in der Stadt den „Befehl“ bekommen zu haben, ähnlich wie Schabbtai Zvi „befremdliche Taten zu vollziehen“. Eine dieser seltsamen Taten war, durch psychologische Tricks „täglich“ Menschen unterschiedlichen Glaubens jeweils den Akt eines anderen Glaubens vollziehen zu lassen (z. B. dass ein Jude sich bekreuzigt, ein Moslem die Namen des „Ersten“ und „Zweiten“ ausspricht). Er genoss die Macht, andere dazu bringen zu können, ihr Gesetz zu übertreten. Der bedeutendste seiner Streiche in Saloniki soll Franks Abbruch eines jüdischen Gottesdienstes gewesen sein, als er sich vor 1.200 Gemeindemitgliedern mit nacktem Hintern auf die für Juden heilige Torah-Rolle setzte. Frank berief sich dabei auf das spanische Buch Zohar, das zwischen einer Torah der Schöpfung und einer Torah der Emanationswelt unterscheidet, die nun in messianischer Zeit offenbart würde. Eine Befolgung dieser messianischen Lehre bedeutet in seinem antinomistischen Denken, dass sich die totale Verehrung der „alten“ Torah nun in eine totale Verachtung wandeln müsse. Die Dönme unterstützte Franks brutale, rücksichtslose Gestalt nicht und hoffte, dass er Saloniki bald wieder verließe. Die jüdischen Gemeinden Salonikis reagierten auf die Provokationen Franks sogar mit Mordversuchen. Unter Lebensgefahr entkam Frank schließlich aus Saloniki.
Als junger Erwachsener prahlte Frank mit seiner männlichen Potenz und lebte bereits einen radikalen Antinomismus, der die bedingungslose Abrechnung mit der traditionellen ostjüdischen Welt war, in der er aufgewachsen war. Jahrzehnte, bevor die Haskala und der moderne Zionismus Wege aus dem Schtetl wiesen, zog Frank damit einen krassen Schlussstrich unter das traditionelle jüdische Leben. Es war für ihn sinnlos geworden.
Im Oktober 1754 kam in Nikopol seine Tochter Rachel Eva Frank zur Welt. Ein Jahr später ging Frank als sabbatianischer Missionar zurück in die polnisch-litauische Woiwodschaft Podolien, wo er seine Führerschaft begann.

### Vision und Aufbruch – Die Kontra-Talmudisten
„Als ich in das erste Zimmer hinein ging, gab man mir eine Rose als Zeichen, damit ich mit ihr in das zweite gehen konnte und so weiter von einem ins andere. Es gab unzählige dieser Zimmer und im letzten von ihnen sah ich den Ersten, […]. Dieser fragte mich sofort: ,Bist du der weise Jakob? Ich hörte, dass Du tapfer und mutigen Herzens bist. Bis zu dieser Grenze bin ICH gegangen, aber von hier aus habe ich keine Macht weiter fortzuschreiten. Wenn du willst, stärke ich dich und Gott möge Dir helfen. Denn sehr viele Vorfahren haben diese Last auf sich genommen, sind diesen Weg gegangen und sind gefallen. In diesem Moment zeigte er mir durch das Fenster des Zimmers einen Abgrund, der wie ein schwarzes Meer war, verborgen durch ungewöhnliche Dunkelheit. Und jenseits des Abgrunds sah ich einen Berg, dessen Höhe die Wolken zu berühren schien.“

Während des Studiums der Kabbala in Saloniki gelangte Frank von einer mystischen Verstehensebene zur nächsten und sah sich schließlich am Ort der Sefirot, an dem er im Geiste Schabbtai Zvi begegnet. Dieser hätte ihm seine Machtlosigkeit und die Gefahren des Weges erklärt, auf dem schon so viele Vorfahren gescheitert seien. Man müsse wie Schabbtai Zvi in den dunklen Teil des Kosmos hinabsteigen, der ohne göttliches Licht ist. Das Symbol der frankistischen Lehre ist die Jakobsleiter, die in Franks Vorstellungen wie ein V aufgebaut ist. Zunächst führt der Weg steil nach unten in den Abgrund, dann aber soll er endlos hinauf zum Leben führen.
Es wird vermutet, dass seine sabbatianischen Kontakte Issachar, Mordechai und Nachman ihn darin bestärkten, der wiedergeborene Messias zu sein. Nach deren Lehre war die Messias-Seele zuvor in König David, dem Propheten Elia, Jesus, Mohammed, Schabbtai Zvi, Baruchja Russo und nun in Jakob Frank verkörpert. Dennoch war auch Franks Machthunger Hintergrund seines Handelns und sein Wunsch, das kärgliche Leben eines polnisch-litauischen Schtetljuden und Vagabunden hinter sich zu lassen.
Ab 1755 sammelte er in Lanckorona die bis dahin zerstreuten Sabbatianer Podoliens. Unter ihnen waren Händler, Grundbesitzer, Schmiede und einfache Leute. In Anlehnung an die Sitten der Dönme feierte Frank mit seinen Anhängern Heilige Hochzeit zwischen der irdischen und kosmischen Sphäre. Diese Feiern wurden beobachtet und angezeigt. Sie führten zu einer breiten Verfolgung der Frankisten. Wo immer man sie als solche erkannte, misshandelte man sie oder nahm sie gefangen. So musste Frank nach Jezierzany und mit seinen Anhängern weiter nach Kopyczyńce fliehen.
Das Rabbinatsgericht des Judentums in Polen sah in den Frankisten Sabbatianer und ließ sie erneut verhaften. Doch Mikołaj Dembowski, Bischof von Kamieniec-Podolski erwirkte kraft seines Amtes deren Freilassung, um sie zu einem Kirchlichen Verhör am 31. März 1756 nach Kamieniec-Podolski einzuladen, da im Land Gerüchte kursierten, sie würden auch christliche Lehren beleidigen. Frank instruierte seine Anhänger, mit dem Bischof so zu verhandeln, dass mit Hilfe des Klerus eine baldige Disputation (Religionsgespräch) mit Rabbinern bezüglich der von Frank verfassten ersten Dogmen ermöglicht wird und sie einen Schutzbrief zum Dank für eine in Aussicht gestellte Konversion zum Christentum erhalten. Da Dembowski in den Frankisten potentielle Konvertiten sah, mit deren Hilfe man möglicherweise noch mehr Juden zum Christentum bringen könnte, ließ er sich darauf ein. Vor allem aber sah er im Angebot der Frankisten eine Möglichkeit, den fragwürdigen Talmud durch glaubwürdige Zeugen offiziell zu verdammen. Er erklärte sich bereit, den Schutzbrief auszustellen, wenn die Frankisten den Talmud widerrufen würden. So kam es am 2. August 1756 vor dem Konsistorium mit 9 Thesen des Manifests der Kontra-Talmudisten zum ersten Glaubensbekenntnis der Frankisten, die sich hiermit an christliche Glaubensinhalte anzulehnen versuchten, ohne ihre eigene zu verleugnen. Dembowski erkannte zwar den sektenhaften Charakter der Frankisten und die Doppelbödigkeit ihrer Thesen, wollte sie aber zur Taufe bringen, um eine publikumswirksame Talmudverdammung und Judenbekehrung zu inszenieren.

### Disputation I und Konversion zum Islam
In Brody wurde am 18. Juni 1756 durch das Rabbinat Podolien der jüdische Bann über die Frankisten verhängt, die durch Ausschluss ihrer Gemeinden fortan die meisten Möglichkeiten verloren ihren Lebensunterhalt zu verdienen. Frankistische Frauen galten als Prostituierte und deren Kinder als Bastarde. Der Kontakt und der Handel mit Frankisten waren strengstens verboten, und jeder Jude war dazu aufgefordert „verdächtige Sektierer“ anzuzeigen. Am 27. August 1756 erhielten die Frankisten den vom Bischof Dembowski zugesicherten Schutzbrief der katholischen Kirche. Trotzdem wiederholte sich die jüdische Verbannung in Lemberg, Dubno und Konstantinów. Die Juden ignorierten den Schutzbrief sowie bischöfliche Vorladungen und verfolgten die Frankisten weiter. Schließlich kam es am 20. Juni 1757 zur Ersten Disputation in Kamieniec-Podolski, die acht Tage lang dauerte. Kern der Disputation war der Versuch, jene These zu beweisen, in der es darum ging, der Talmud enthalte nur „Märchen, Lügen und Blasphemien“. Doch ohne endgültiges Ergebnis beendete man die Disputation. Am 9. November 1757 starb Bischof Dembowski, und sein Schutzbrief über die Frankisten verlor seine Wirkung. Angestachelt durch die antitalmudistische Disputation begann nun eine regelrechte Hetzjagd auf die Frankisten. In Warschau beschäftigte sich inzwischen der Apostolische Nuntius Nicolo Serra mit dem Fall. Er wusste, dass die Frankisten nicht wirklich zum Christentum übertreten wollten, sondern Religionsfreiheit und Autonomie anstrebten und meldete dies der päpstlichen Kurie. Sie seien nichts anderes als eine neue Sekte.
Jakob Frank, der sich seit Proklamierung seiner 9 Thesen im Osmanischen Reich aufhielt, zunächst in Giurgiu, dem Zentrum des Islam in der Walachei, danach in Istanbul, befand sich nun in einer misslichen Lage, denn der Weg zurück nach Polen schien aufgrund der Ereignisse dort versperrt. Um einen Schutzbrief des Sultans zu erhalten, sah er keinen Ausweg und konvertierte in Istanbul mit zehn seiner Anhänger unter Beobachtung der Behörden zum Islam, während in Polen-Litauen seine Anhänger weiter verfolgt wurden. Daraufhin bot der Wesir ihm und seinen Konvertiten eine großartige Karriere in Giurgiu an als Teil der Osmanischen Armee bzw. in Istanbul ein großes Gut mit Stallungen für über 40.000 Pferde. Frank aber schlug all dies aus, weil er seine Mission in Polen-Litauen nicht aufgeben wollte. Er wollte damit verdeutlichen, auf welche glänzende Zukunft er verzichtet, um seine doch recht ungewisse göttliche Sendung fortzuführen. Doch die dort verbliebenen Frankisten sahen ihr Heil nur noch in der Flucht und in einer Konversion zum Islam, um sich möglicherweise der Dönme anzuschließen. Frank lehnte ab. Einige wenige trennten sich hier von Frank und wurden gegen seinen Willen Teil der Dönme im Osmanischen Reich.
Frank erkannte, dass seine Mission in Polen-Litauen nicht gelingen konnte, wenn er nicht die Unterstützung König August III., des polnischen Kleinadels und des polnischen Klerus erlangte.

### Disputation II und Konversion zum Christentum
In einem „eisernen Brief“ vom 11. Juni 1758 bestätigte König August III. das Dekret Bischof Dembowskis, das Frank mit seinen Anhängern unter königlichen Schutz stellte. Frank kehrte daraufhin am 7. Dezember 1758 wieder nach Polen-Litauen zurück und errichtete in Iwanie (entweder Iwanie-Puste oder Iwanie-Zolot) seinen ersten chassidistischen Hofstaat. Dort wählte er einen internen Schwestern- und Brüderkreis als Vertraute zwischen ihm und der großen äußeren Gruppe der Frankisten, der militärisch organisierten Kompanie. In Iwanie wurde diese Kompanie von einer Gruppe aus gebannten Juden gebildet, von der einige bereits Moslems geworden waren. Frank gelang es, mit Charisma, Despotismus und viel Bühnenzauber, seine Anhänger halbwegs zum Gehorsam zu bringen und genoss es, von der „Macht zu kosten“ und als „heiliger Herr“ aufzutreten.

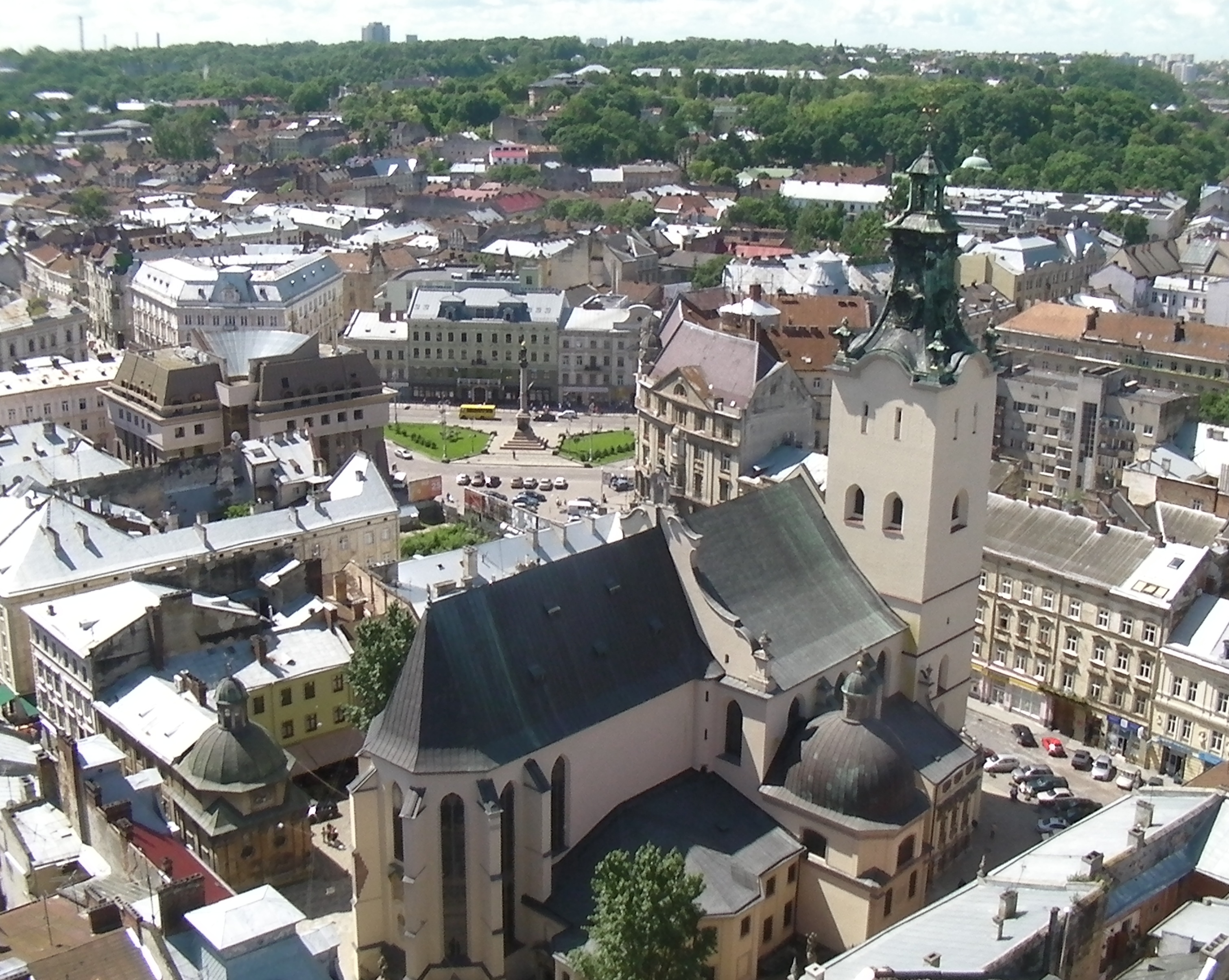
Lateinische Kathedrale zu Lemberg

Die zwei Bittschriften Franks an Władysław Aleksander Łubieński, den Erzbischof von Lemberg, (die zweite auch an König August III.) vom 20. Februar und 16. Mai 1759, in der die Frankisten ihre Situation als desolat bezeichnen und sich zur Taufe bereit erklären, wenn sie nur ihre zweite Disputation mit den Rabbinern Polen-Litauens bekämen, blieben unbeantwortet. Am 25. Mai 1759 reichten zwei Frankisten das neue Manifest der Kontra-Talmudisten im Konsistorium von Lemberg ein, das mit 7 Thesen.
Das wurde zur Grundlage der zweiten Disputation und späteren Konversion zum Christentum. Der Lemberger Erzbischof war aber zum Primas von Polen ernannt worden und Sztepan Mikulski, Diözesanadministrator der Diözese Lwów, entschied, dass es eine zweite Disputation geben müsse. Er stellte den Frankisten sogar ausgebildete Theologen zur Seite. Mikulski verknüpfte seine Entscheidung eng mit zwei gerade verübten Morden in Żytomierz und Jampol, hinter denen die Kirche zwei jüdische Ritualmorde vermutete. Die angeklagten Juden aus Jampol, die gesamte Judenschaft und die Frankisten waren bei der Disputation nun Spielball einer Affäre der Kirche, bei der es Mikulski und verschiedenen Geistlichen in erster Linie darum ging, die Ritualmordlegende zu belegen. Der Apostolische Nuntius in Polen Nicolo Serra stimmte der Disputation ebenfalls zu, er erwartete, dass die Frankisten danach geschlossen zur Taufe schreiten würden. Frank schwor nun durch beeindruckende Rituale seine Anhänger auf die nach der Disputation folgenden Konversion zum Christentum ein. Klaus Davidowicz schreibt in seinem Buch Zwischen Prophetie und Häresie, dass Frank in seiner Lehre versuchte, das Christentum nicht als „Schein-Christentum“ aufzunehmen, sondern ihm Teile zu entnehmen, die sich mit seiner Lehre verbinden ließen. Die Taufe sollte nicht einfach eine Hülle sein, wie der Islam bei der Dönme. Frank begründete sie als eine notwendige Stufe, von der aus man weitergehen müsse.
Am 17. Juli 1759 startete in der Lateinischen Kathedrale zu Lemberg die Zweite Disputation mit Vertretern der Kirche, der Szlachta und der polnischen Behörden; zehn Frankisten standen (bis 25. August ohne Jakob Frank) drei Angehörigen des rabbinischen Judentums gegenüber: Chajim Kohen Rappoport, Nathan ben Mosche und David ben Abraham. Das Eintrittsgeld ging an die Frankisten. Im Wesentlichen stritt man über die frankistische These 7, der zufolge die an den Talmud Glaubenden Christenblut benötigen und deshalb Ritualmorde verüben. Mikulski beendete die Disputation im September 1759 und erklärte die traditionellen Juden in den ersten sechs frankistischen Thesen für besiegt. Die Blutbeschuldigung konnten die Frankisten natürlich nicht beweisen, daher überließ Mikulski These 7 dem Konsistorialgericht. Er forderte von den Frankisten, ihr Versprechen einzuhalten, und sich taufen zu lassen. In Kirchen der Jesuiten, Dominikaner, Franziskaner, Bernhardiner, Karmeliter in Polen-Litauen wurden die Frankisten mit christlichen Lehren vertraut gemacht und auf ihre Taufe vorbereitet.

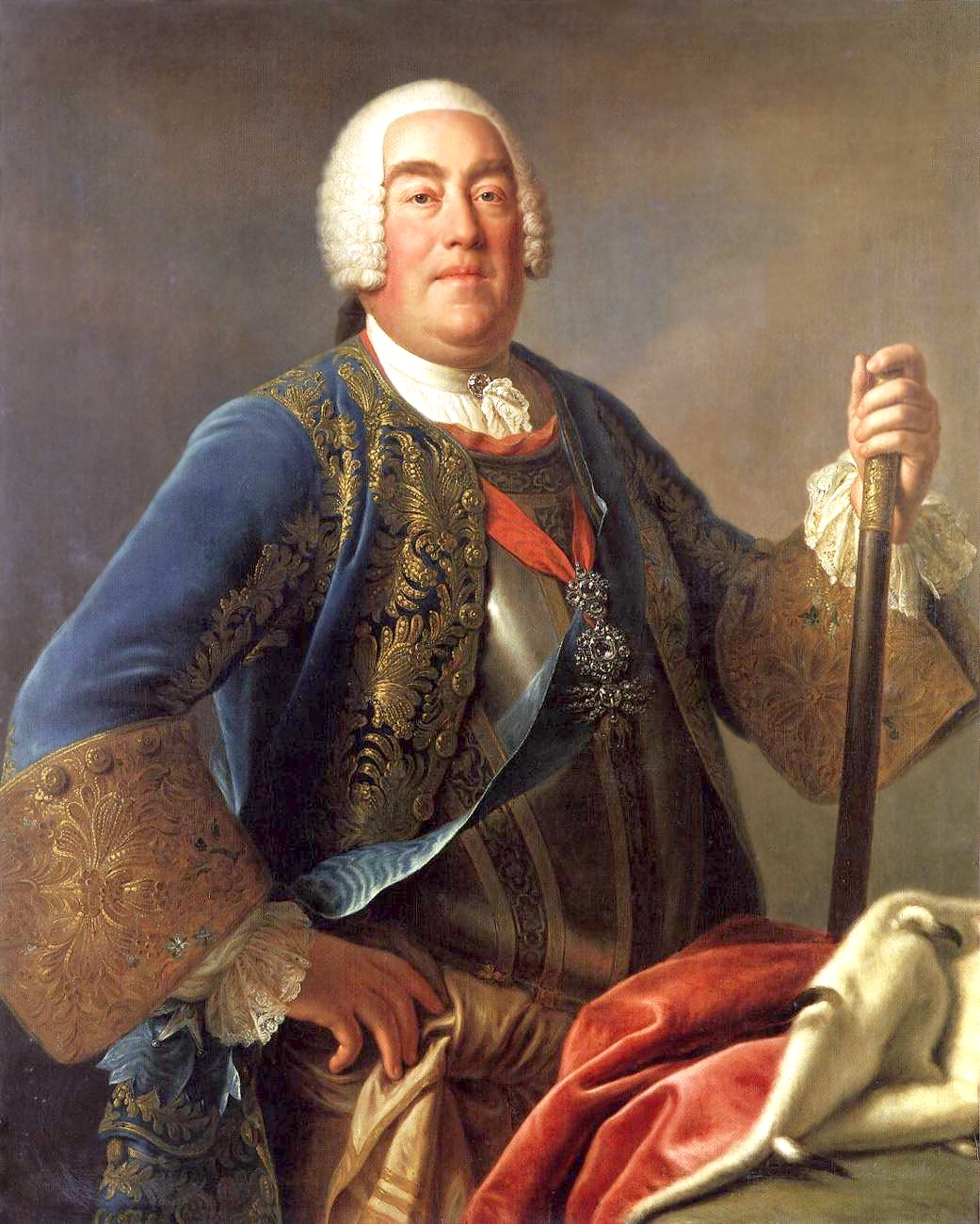
August III., König Polen-Litauens, Kurfürst von Sachsen

Nach den von Aleksander Kraushar aus dem Archiv von Lemberg veröffentlichten Taufakten ließen sich innerhalb eines Jahres von September 1759 an mit polnischen Adligen als Taufpaten auf den römisch-katholischen Glauben taufen:
- 514 Frankisten in Lemberg (156 Männer, 119 Frauen und 239 Kinder)
- 30 Frankisten in Kamieniec-Podolski
- 15 Frankisten in Warschau

3.000 Frankisten waren es 1764, 29.000 Frankisten im Jahre 1790. Die Neophyten adoptierten mit der Taufe die Familiennamen ihrer (adligen) Taufpaten und erhielten deren Status. Jakob Frank hatte bei seiner Taufe am 17. September 1759 in der Johanneskathedrale (Warschau) keinen Geringeren als König August III. von Polen-Litauen zum Taufpaten (vertreten durch den Starost Bratkowski) und begann sein Leben als Judenchrist im Rahmen einer großen kirchlichen Zeremonie, nachdem es in Lemberg bereits einleitende Taufzeremonien gegeben hatte. Zum Dank für seine Konversion und die Leistung, als erster in Polen-Litauen eine Massenkonversion zum Katholizismus ermöglicht zu haben, wurde Frank vom König persönlich als Józef Dobrucki (zu Deutsch: Josef der Gute) in die polnische Szlachta geadelt. Franks vollständiger Name als Judenchrist war fortan Jakób Józef Frank-Dobrucki. Seine Frau Chana Frank wurde mit seiner Tochter Eva im Jahre 1760 getauft und hieß nun Anna Frank-Dobrucki.
In Polnisch-Livland gab es zeitgleich ebenfalls Bekehrungen vieler Ostjuden, die aber im Zusammenhang mit der karitativen Arbeit der römisch-katholischen Mariawitek-Ordensgemeinschaft und seines Begründers Propst Józef Stefan Turczynowicz, St. Stephan (Vilnius) stehen. An der Zahl eigentlich überwiegend weibliche Neophyten, gibt es auch einen gewissen Teil männlicher „Kinder“ des Mariawitek-Ordens, die in den Jahren 1764 bzw. 1765 durch den letzten König Polen-Litauens Stanisław II. August Poniatowski in die Szlachta geadelt wurden und in der Verfassung des Großfürstentum Litauens als „distinguierte Neophyten“ benannt sind. Unter ihnen vermutete 1895 Aleksander Kraushar einige Frankisten, was Choiński 1904 aber verneinte.

### Inquisition und lebenslange Verbannung
Nach der Taufe der ersten Frankisten 1759 wurde in deren Beichtgesprächen schnell offensichtlich, welch sektenhafter Charakter der frankistischen Bewegung wirklich zukam. Erschüttert von der Einfachheit, Naivität und Leichtgläubigkeit der Menschen, welche die Kirche damit aufgenommen hatte, erahnten die katholischen Geistlichen zunehmend das eigentliche Ausmaß dieser Angelegenheit. Die Neophyten sprachen mit ihnen offen über alles, was ihr Herz bewegte: von wundersamen Taten und Lehren ihres Meisters und sogar davon, dass Frank die christliche Religion nur annahm, um in Polen-Litauen Ländereien zur gemeinsamen Ansiedlung mit seinen Anhängern zu erhalten. Die Kirche versuchte, die frisch Bekehrten doch noch zum tatsächlichen Christentum zu führen, indem man sie von Frank isolierte. So führten die frankistischen Beichtgespräche über den Apostolischen Nuntius Polen-Litauens schließlich zur Verhaftung Franks in der Kirche des Warschauer Bernhardinerklosters am 7. Februar 1760, danach zu dessen Verwahrung im Kloster der Kamaldulenser und schließlich am 13. Februar 1760 unter Anklage der Häresie zur Inquisition. Die Beweislast war erdrückend. Die Kirche stellte Fragen zu Leben, Glauben und Riten. Frank antwortete auf Osmanisch-Türkisch, verfing sich jedoch in Widersprüchen, wich Fragen aus, gab an, sich an Dinge nicht mehr zu erinnern. In den Augen der Inquisition war er ein Sektierer, der ungebildete Menschen betrog und Religionen nur zum Schein benutzte, um Geld und Privilegien wie Ländereien zu erhalten. Auch war der Inquisition sein erfolgloser Übertritt zum Islam bekannt. Daher konfrontierte sie ihn mit der Unterstellung, ein ähnlich falsches Spiel mit dem Christentum wie vorher mit dem Islam zu treiben. Doch Frank reagierte wieder mit religiösen Visionen, in denen seine besondere Auserwähltheit verkündet worden sei, nach Polen zu gehen und alle Juden zum Christentum zu bekehren. Frank als Missionar des Christentums, der selbst noch gar kein Christ war und kaum Kenntnisse der christlichen Religion hatte, überzeugte die Inquisition vor dem Hintergrund ihrer weiteren Quellen nicht, und diese übergab das Problem dem Vatikan bzw. Frank zur Bewachung ins Kloster Jasna Góra in Tschenstochau.

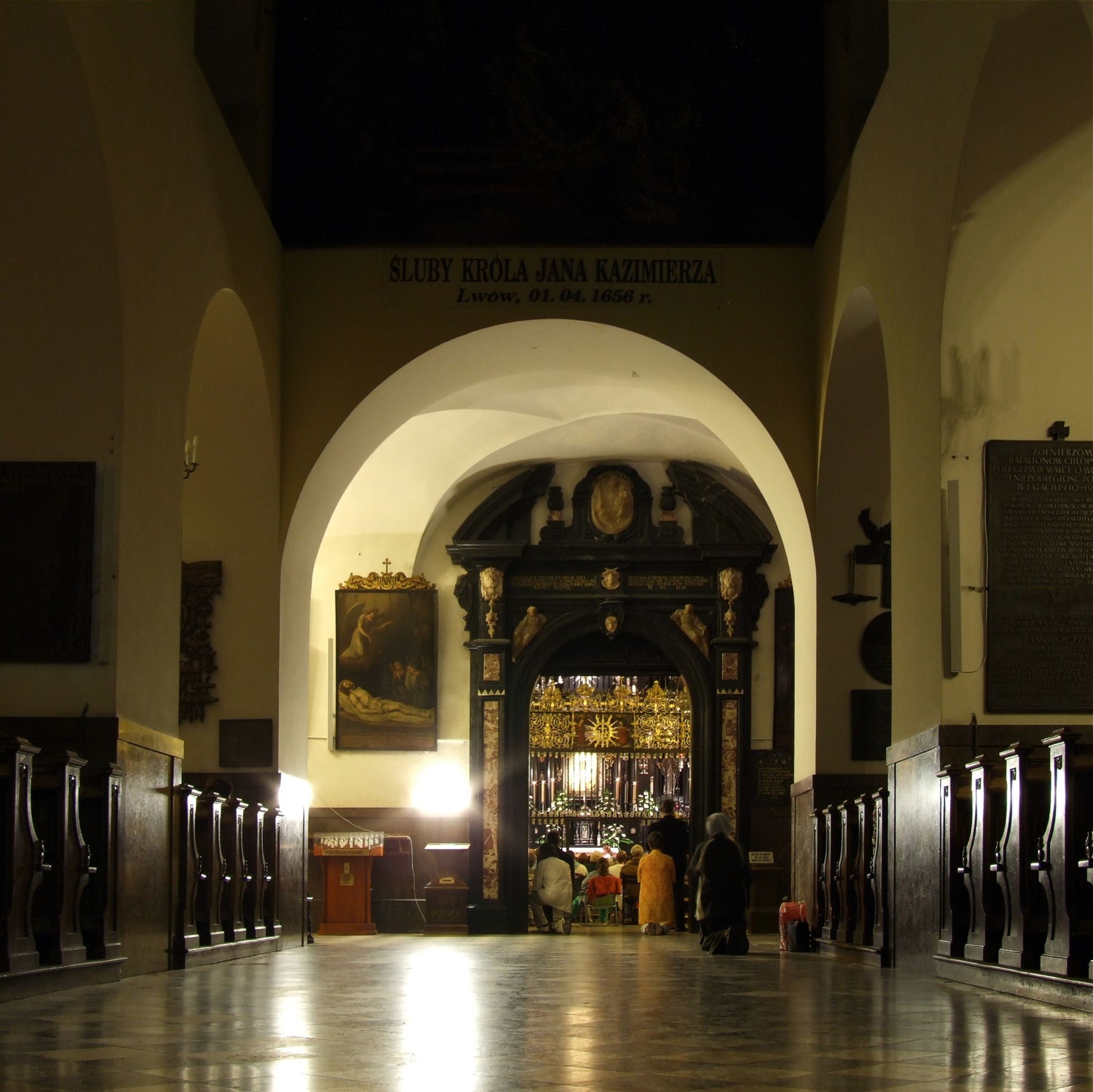
Kloster Jasna Góra (Tschenstochau)

Dort traf Frank am 26. Februar 1760 ein. Ein Jahr später, am 6. Juni 1761, beschloss die Kurie seine lebenslange Verbannung im Kloster Częstochowa als mildere Strafe für seine religiösen Verbrechen, da er leidend sei. Von der Außenwelt völlig isoliert, begann er hier Polnisch zu lernen. Ab 1762 durfte seine Frau bei ihm wohnen. Man erlaubte ihm fortan den Empfang von Gästen, was bis 1768 zu verstärkten Aktivitäten führte: Frankisten aus ganz Osteuropa pilgerten nun zu ihrem „Heiligen Herrn“ nach Częstochowa. Da 1764 Polen-Litauens letzter König Stanisław II. August Poniatowski das Amt des Wahlmonarchen bekleidete und sich bereits das Ende Polens abzuzeichnen begann, schickte Frank Boten nach Russland, Böhmen, Mähren und Deutschland, die den Befehl weitergaben, dass alle polnischen Frankisten, dem Katholizismus beigetreten, nach Częstochowa kommen bzw. alle aus Ungarn nach Warschau zu ziehen hätten. Nachdem sich 1768 eine aus Kleinadeligen gebildete Konföderation von Bar in der Ukraine zusammenfand, „die Russen aus Polen zu vertreiben, den prorussischen König abzusetzen und die uneingeschränkte Herrschaft der römisch-katholischen Kirche sicherzustellen“ – weil man sich als Verteidiger des katholischen Glaubens und der Goldenen Freiheit verstand – und mehrere jüdische Gemeinden während einer Hajdamaken-Revolte ermordet wurden mit dem Ziel, „alle Polen und Juden abzuschlachten“, endete ein blutiger, vierjähriger Bürgerkrieg 1772 mit der Ersten Teilung Polens. Anna Frank war im Kloster Częstochowa zwei Jahre zuvor verstorben und im weit verzweigten Höhlensystem bei Olsztyn beerdigt worden. Jakob Frank, der bis auf zwei seiner engsten Anhänger alle Frankisten nach Warschau hatte bringen lassen, sah nun einen Kommandanten vor seinen Augen die letzte polnische Festung räumen. Die Russen, die Częstochowa erobert hatten, ließen Jakob Frank mit seiner Tochter Eva am 21. Januar 1773 frei. Er wurde während seiner 12 Jahre im Kloster nochmals vierfacher Vater.
Seine im Kloster Jasna Góra geborenen Kinder sind:
- 1763: Jakob Frank († 1769 Częstochowa)
- 1765: Rochus Frank († 1813 Offenbach am Main)
- 1767: Joseph Frank († 1807 Offenbach am Main)
- 1769: Josepha Franziska Frank (verschollen)

Jakob Frank kehrte Polen für immer den Rücken. Für ihn war es das messianische Verwirklichungsland, dem er lebenslang verbunden blieb, auch wenn er es nie wieder sah.

### Zwischen Brünn und Wien
Franks Cousine, Schöndl (Katharina) Dobruška, lebte in Brünn und unterstützte mit offenem Herzen Sabbatianer. Da es seit der Vertreibung der Juden im Jahre 1454 in Brünn keine größere jüdische Ansiedlung mehr gegeben hatte, musste dort mit keiner starken traditionellen Opposition gerechnet werden und Frank entschied, hier in der Stadt seine neue, militärisch organisierte Kompanie aufzubauen und bezog ein Wohnhaus in der Brünner Neugasse (später: Giskragasse). Dort tauchten vermutlich auch erstmals Gerüchte auf, welche Eva Frank mit dem russischen Zarenhaus in Verbindung brachten. Eva soll schon damals als "Eva Romanowa" aufgetreten sein.
Die Jahre 1772 bis 1789 waren eine Zeit extremer politischer Umwälzungen in Europa. Vor diesem Hintergrund sind Franks apokalyptische Phantasien und die Hoffnung auf ein eigenes Reich in Europa zu betrachten. Es lässt sich heute nicht mehr sagen, wie er seine Kompanie aufbaute und seinen frankistischen Hofstaat finanzierte, doch hier in Brünn lebte Frank seinen Hang zum Militarismus erstmals richtig aus: Er ließ seine Rekruten in bunte Uniformen einkleiden (die sabbatianisch belegte Farbe Grün spielte dabei eine zentrale Rolle) und bildete sie aus, ließ sie hart trainieren.
1775 erreichte Jakob Frank zusammen mit seiner Tochter sogar eine Audienz bei Hof in Wien und bot dort Kaiser Joseph II. seine Frankisten-Armee zur Unterstützung an in der Hoffnung, dafür einen eigenen Frankistenstaat in dessen Reich zu erhalten. Seine Audienzen bei Hof und seine Beziehung zum Kaiser gehören (wie auch jene zum späteren russischen Zaren Paul I.) zu den undurchsichtigsten Episoden seines Lebens. Vermutlich hoffte Frank mithilfe seiner Tochter Kontakt zu Adel und Hof herstellen zu können. In Brünn ließ er für seine Kompanie in kühner Anlehnung an die Schwarze Madonna von Tschenstochau zahlreiche Porträts Evas anfertigen, die das Bild der ,Jungfrau'  fortan als Amulett auf der Brust trugen. Es ist gut möglich, dass adelige Herren – eventuell auch Kaiser Joseph II. – Eva gern in ihr Schlafgemach ließen und Frank dafür mit vagen Versprechungen abspeisten.
Im Laufe der Jahre verlor Kaiser Joseph II. sein Interesse an den Franks. Bitten um kaiserliche Hilfe scheiterten. Als Frank 1784 in Finanznot geriet, hielt er sich als eine Art "Heilkundiger" über Wasser. Bald nannte man ihn Doktor. Er versuchte sich in alchemistischen Experimenten. Boten der Warschauer Kompanie kamen, sich die Medizin des "heiligen Herrn" zu holen. Allerdings verstarb einer, als er sie einnahm.
Schließlich erließ Kaiser Joseph II. 1785 ein Verbot, kabbalistische Bücher drucken zu lassen. Frank solle alle Schulden begleichen und seine Bediensteten entlassen. In letzter Minute retteten Gelder der Warschauer Kompanie Frank aus der Not und der Heilige Herr verließ Brünn gezeichnet von tiefer Melancholie und enttäuschten Hoffnungen am 10. Februar 1786 und verabschiedete sich von der großen Politik für immer.

### Frankistenhof in Offenbach am Main und Tod

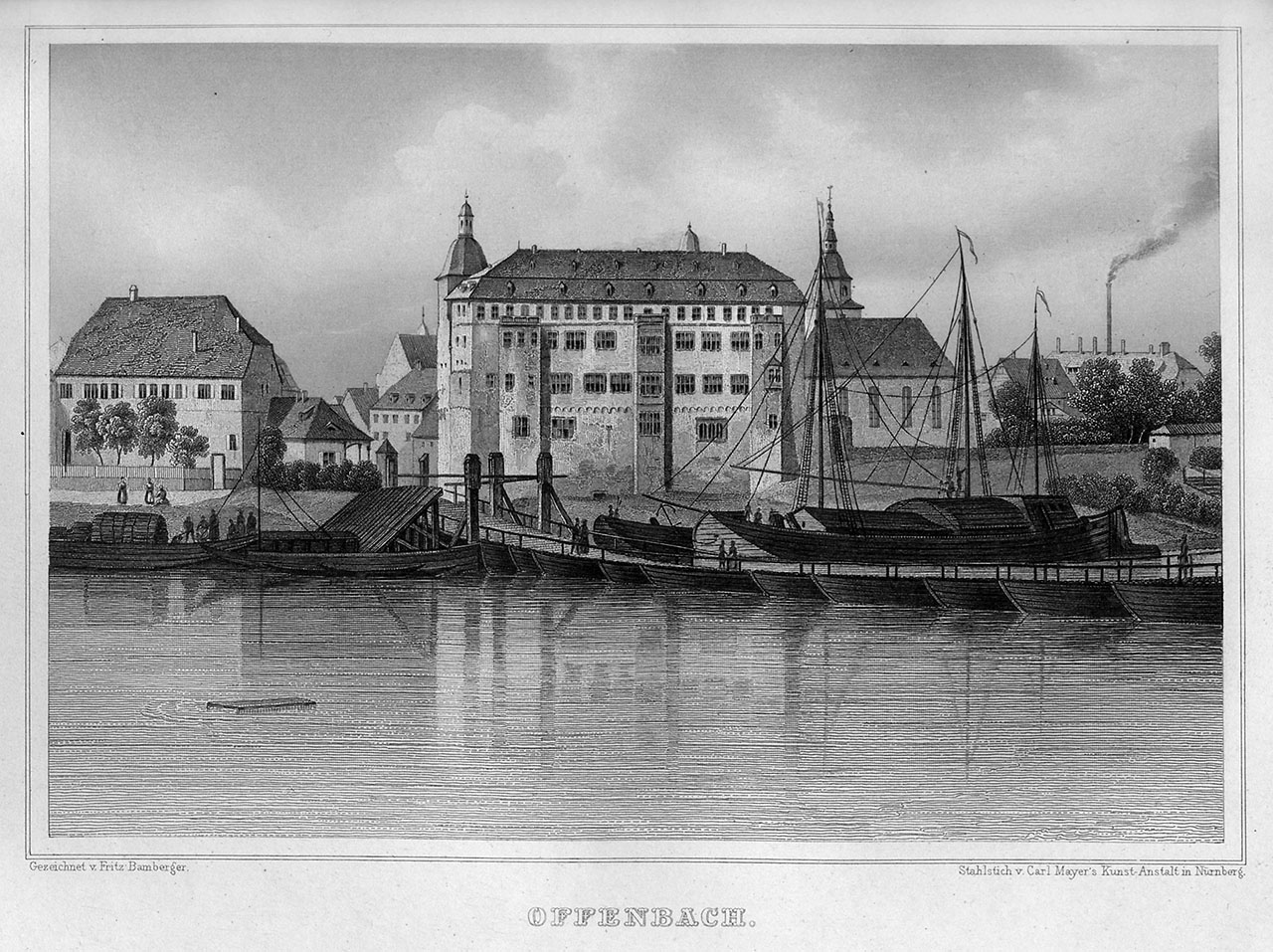
Isenburger Schloss auf einem Stahlstich von Fritz Bamberger, 1847

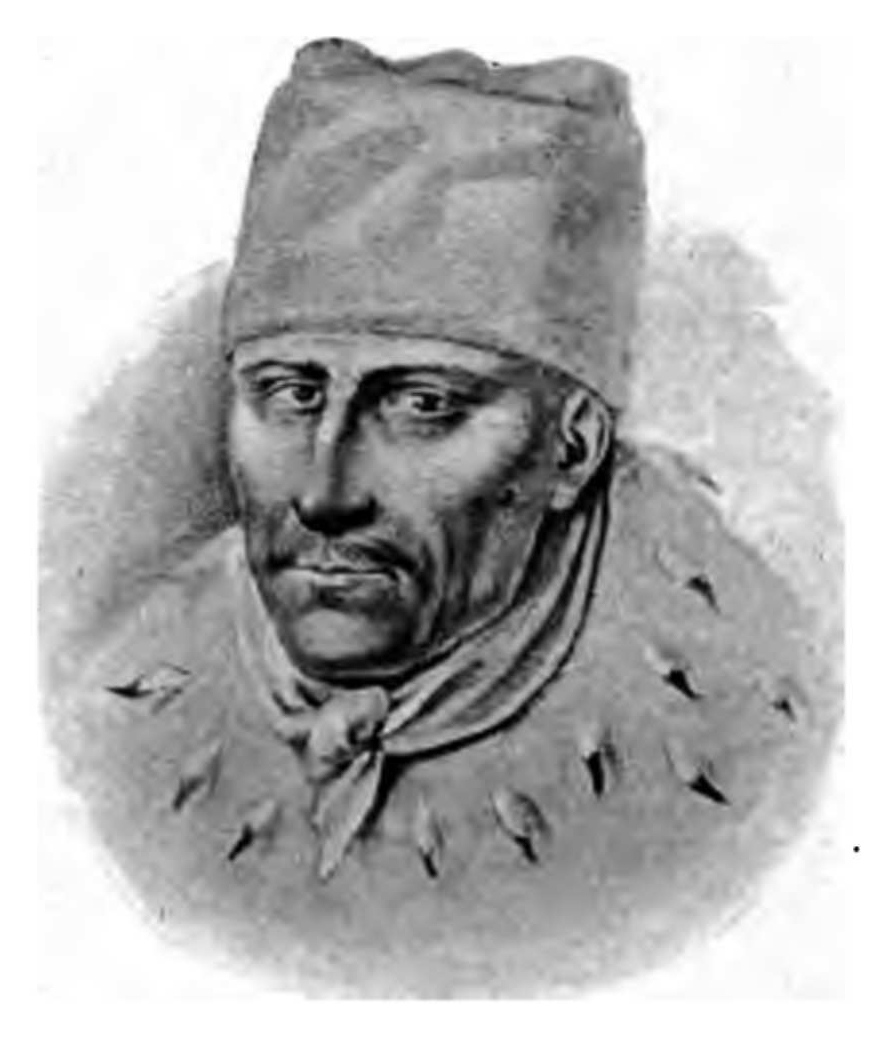
Baron von Frank-Dobrucki während seiner letzten Lebensjahre

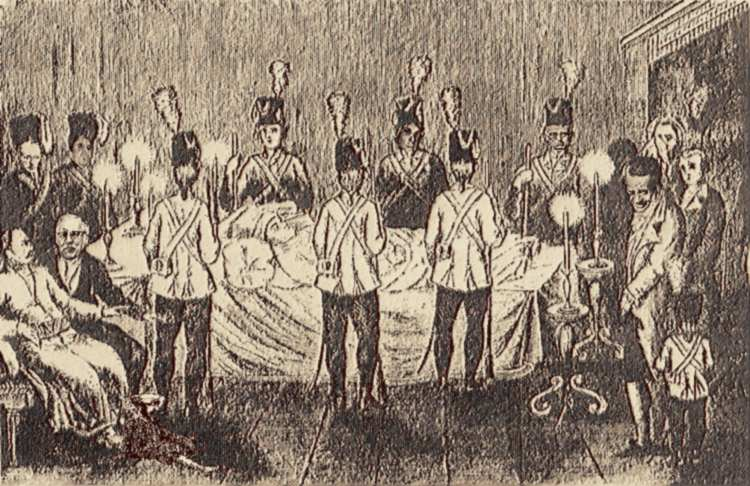
Jakob Baron von Frank-Dobrucki im Sterbebett, Dezember 1791

Fürst Wolfgang Ernst II. zu Isenburg und Büdingen in Offenbach am Main war Freimaurer und bekannt dafür, ein offenes Herz für "religiöse Schwärmer" zu haben. Er bot Frank und seinen Anhängern unter protestantischer Herrschaft der Isenburger religiösen Schutz an (nun primär vor der römisch-katholischen Inquisition) und vermietete Frank sein Isenburger Schloss, da es von der fürstlichen Familie nicht mehr bewohnt wurde, diese vielmehr in einem Haus in der neuen Frankfurter Straße lebte – später in einem Eckhaus am Marktplatz (heute: Aliceplatz). Nach der "Chronik" bezog Frank mit 50–80 Anhängern am 3. März 1787 in Offenbach am Main das Isenburger Schloss und konnte dort seine letzten vier Lebensjahre verbringen und als unabhängiger Souverän mit dem Titel Baron von Frank-Dobrucki relativ autark über seinen Hofstaat und seine Anhängerschaft herrschen. Die ungefähr 400 „Polen in Offenbach“, die ihm hierher gefolgt waren, erschienen nach außen als eine Gruppe emigrierter polnischer Kleinadliger. Die bedeutendste Autorin, die sich von den Geschehnissen in Offenbach hat inspirieren lassen, war Bettina von Arnim. Aus Österreich, Böhmen, Mähren, Preußen und Russland kamen Gläubige zu Frank gepilgert, wobei die Reichen Geld und Geschenke mitbrachten. Die Armen hingegen kamen in der Hoffnung, Wohltaten zu empfangen. Auch aus Russland flossen Gelder.
Offenbach besaß zur Ankunftszeit Franks keine eigenständige katholische Kirchengemeinde, und Frank fuhr daher an den Sonntagen in die benachbarte katholische Pfarrei St. Pankratius (Offenbach-Bürgel) zur Hl. Messfeier. Obwohl äußerlich als Christen auftretend, lebten er und seine Anhängerschaft isoliert und weiterhin mit ihren eigenen religiösen Praktiken.
In der Jüdischen Gemeinde hat man hinsichtlich des Sektencharakters der Gruppe keinerlei Zweifel gehabt. Das Offenbacher Memorbuch führt in einer Anmerkung ebenfalls aus, dass zwischen den Frankisten und den ortsansässigen Juden keinerlei Kontakte bestanden. Da man ferner nicht nur in Offenbach über den Charakter Franks und seiner Lehre genau informiert gewesen war, findet sich im Memorbuch außer diesem auch kein weiterer Hinweis. An gleicher Stelle werden die Frankisten sogar als „die verfluchte Sekte“ bezeichnet.
Ein deutliches Licht auf die fast völlige Isolation bzw. selbst gewählte Isolierung der Frankisten wirft der Betrieb eines Badehauses am Main: Obwohl katholisch getauft, waren die Frankisten nicht bereit, mit den Christen (und auch mit den Juden, die ebenfalls ein eigenes "Badhaus" nutzen durften) engeren Kontakt zu pflegen, als dies durch die vermutlich bestehenden wirtschaftlichen Beziehungen unbedingt notwendig war. Dennoch sind aus der Zeit in Offenbach keinerlei Verfolgungen bekannt; vermutlich auch, weil Frank sich von der offenen Missionstätigkeit unter den Juden vollständig zurückgezogen hatte. Und da durch seine graziöse Inszenierung eines Hofstaates sowie durch zahlreiche ihn besuchende Pilger der Stadt Offenbach unzählige Geldsummen zuflossen, duldete man ihn gern. Frank konnte in Offenbach auf kleinem Territorium ungestört regieren. Doch große Macht und Privilegien blieben auch in Offenbach aus. Sein messianisches Reich und sein prophezeiter Sieg Esaus über Edom war in weite Ferne gerückt.
Jakob Frank starb im Isenburger Schloss am 10. Dezember 1791 morgens um ca. 4.30 Uhr an einem Schlaganfall, nachdem er dort noch sein in Brünn begonnenes und unter seinen Anhängern nur handschriftlich verbreitetes Buch der Worte des Herrn beenden konnte.
Der Baron von Offenbach wurde von seiner Anhängerschaft am 12. Dezember 1791 um 14 Uhr auf dem Offenbacher Stadtfriedhof (heute Wilhelmsplatz) mit Glockengeläut und einer imposanten Beerdigungszeremonie, aber ohne einen Priester und ohne christliche Riten, in einem aufwendigen Grab beerdigt. Die Lutheraner haben auch geläutet und die Zeremonie mit Musik untermalt. Den Leichenzug begleiteten ca. 800 Frankisten (inklusive Kinder). Die Kosten für Franks Bestattung betrugen etwa 10.000 Gulden, anschließend wurde noch eine bedeutende Geldsumme an die Armen verteilt.

## Nachwirkung
Goethe ließ sich gern von der frankistischen Pianistin Maria Szymanowska, der Schwiegermutter des polnischen Nationaldichters Adam Mickiewicz, bezaubern, urteilte allerdings über Frank: Wie leicht hilfsbedürftige Menschen sich immer wieder von geschickten Schwindlern betören lassen, die ihr Übel mit Hoffnung zu lindern verstehen.

### Unter Eva und ihren Brüdern
50 frankistische Familien ließen sich nach Franks Tod unter Leitung seines Schülers Anton Czerniewski in der Bukowina nieder, wo sie als Abrahamiten bekannt wurden.
Moses Dobruški alias Franz Thomas von Schönfeld alias Junius Frey – einem Neffen Franks – sei nach dem Tod des religiösen Oberhauptes die Führung der frankistischen Bewegung angetragen worden, die er jedoch ablehnte. So übernahmen Eva Frank und ihre Brüder Rochus und Joseph die Leitung der frankistischen Bewegung. Sie hatten aber offenbar nicht die Persönlichkeit, den Hofstaat aufrechtzuerhalten, und gerieten im Laufe der Jahre in immer größere finanzielle Schwierigkeiten.
Bis zum Sommer 1792 lebten die Anhänger Franks in Offenbach fast völlig isoliert, danach zeichnete sich eine Öffnung nach außen hin ab. Dies geschah wahrscheinlich mit dem Ziel, ein wirtschaftliches Netzwerk auf- und auszubauen. Für diese These spricht auch eindeutig, dass sich unter den Taufpaten der frankistischen Kinder fast ausschließlich Händler, Lieferanten, Fabrikanten und Handwerksmeister – also potentielle Kreditgeber – befanden. Vielerlei Gerüchte rankten sich um den Frankistenhof: Eva sollte lediglich eine Pflegetochter Jakob Franks gewesen sein und eigentlich als Romanowa aus dem russischen Zarenhaus stammen. Die Finanzierung ihres Hofstaates würde, so der Gedanke vieler Frankisten, schon der Zar übernehmen. Nachdem 1796 der Geldfluss von den Anhängern ausblieb, waren Eva und ihre Brüder hochverschuldet. Im Jahre 1798 erfolgte wegen Schulden in Höhe von mehreren Millionen Gulden dann auch der Umzug in das kleinere Offenbacher Herrschaftshaus von Dr. med. Walther in der Marktstraße 64. Seit 1798 wohnte von Franks Gefolge niemand mehr im Schloss. Nachfolger der Franks im Schloss waren für ein Jahr der katholische Pfarrer Birkenfeld sowie ab 1799 Alois Senefelder, der Erfinder der Lithographie, der dort seine Werkstatt errichtete.
Zwischen 1798 und 1800 wurden mit roter Tinte verfasste Sendschreiben (die sogenannten Roten Briefe) an böhmische, mährische, galizische und polnische Gemeinden verschickt, die aus zwei angeblichen Frank-Briefen und einem prophetisch-apokalyptischen Teil bestanden, in denen die Juden zur Taufe aufgefordert wurden. Diese Schreiben wurden jedoch – da man in ihnen revolutionäre Aufrufe vermutete – von den Behörden Russlands und Österreichs schon frühzeitig abgefangen. Eva und ihre Brüder ließen im Jahre 1800 auch verkünden, dass Rochus Frank auf Befehl seiner kaiserlich-russischen Majestät nach St. Petersburg berufen worden sei, und nach sechs Monaten mit ausreichend Geld zurückkommen werde, um alle Gläubiger zu befriedigen. Er kam jedoch ohne Erfolg nach Offenbach zurück, falls er überhaupt jemals in Russland war.
Zwei junge Prager und ein Dresdener flohen 1800 aus Offenbach und berichteten vor dem Rabbinatsgericht den Juden in Fürth vom Leben bei den Erben Franks (Fürther Protokolle vom 24. und 25. November 1800): Aus Franks mythologischen Kosmos schöpfend, versuchten seine Kinder ein so angenehmes Leben wie möglich auf Kosten ihrer Anhänger zu verbringen. Es war eine große Maskerade, durch die Rochus und Joseph Frank sich ausschweifenden Festen hingeben konnten. Aber auch Eva Frank führte wohl nicht das Leben einer "heiligen Matrone". Der frankistische Hofstaat war schließlich auf 80 Personen geschrumpft. Dazu zählten noch 100 Personen, die außerhalb wohnten.
Um 1803 war Offenbach von den Frankisten fast völlig verlassen. Joseph starb 1807 und Rochus 1813, beide hinterließen keine Erben.
Der russische Zar Alexander I. soll sich (anlässlich seiner Teilnahme am Friedenskongress) im November 1813 in Frankfurt am Main mit Eva Frank getroffen und ihr ein beachtliches Geldgeschenk gemacht haben. Danach sei sie in der Lage gewesen, zumindest keine weiteren Schulden aufzunehmen und alle weiteren Geschäfte bar zu tätigen.
Im März 1816 erließ das Hofgericht auf Betreiben eines Gläubigers aus Mainz Arrest über Eva und ihr Vermögen. Nun sollte auch endlich ihre wahre Identität geklärt werden. Vor der endgültigen Aufklärung des Sachverhalts verstarb Eva Frank jedoch am 7. September 1816, einen Tag, bevor der Gerichtsvollzieher sie aufsuchen wollte. Die Umstände ihres Todes und ihrer Beisetzung aber (der Sarg sei schnell geschlossen und der Totenschein von einem Arzt ausgestellt worden, der Eva nie zuvor gesehen haben soll) ließen schon bald Gerüchte aufkommen, sie sei gar nicht verstorben, sondern mithilfe eines isenburgischen Beamten entflohen.

### Nach Eva und ihren Brüdern
Die Geschichte der frankistischen Gruppen im 19. und 20. Jahrhundert und deren langsames Aufgehen in ihrer jeweiligen Umgebung ist noch kaum erforscht.
Nach Evas Tod waren in Offenbach nur noch einige Frauen und Männer der Dienerschaft, die sich ein Haus gekauft haben, Juwelenhandel betrieben und in freundlicher Weise mit den ersten Familien Offenbachs verkehrten. Manche Frauen sollen schon zuvor in den Fabriken der Stadt Arbeit gefunden haben.

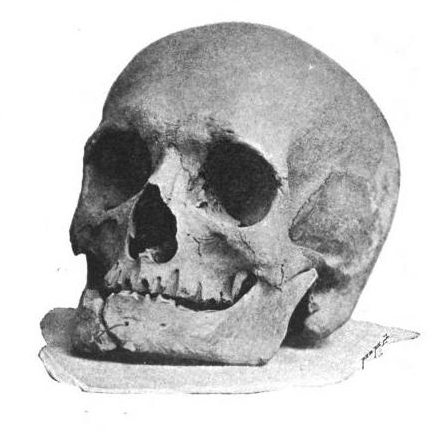
Schädel Jakob Joseph Franks, 1866 geborgen aus seinem Grab; Fotografie von A. Kraushar, 1894

Im Jahre 1855 wohnten in Offenbach nur noch einige betagte Frankisten in einem besonderen, ihnen zugehörigen Haus in der Geleitstraße; friedfertige, durchaus unbescholtene Männer, die auf einem anständigen, wiewohl bescheidenen Fuß lebten (übrigens stets über ihre Verhältnisse und Grundsätze tiefes Schweigen bewahrend). Sie waren Wächter der heilig geachteten Gräber Jakob und Eva Franks. Die Gräber aller Frankistenhäupter auf dem Offenbacher Stadtfriedhof dienten den Frankisten lange als Wallfahrtsstätte. Geheime Wegzeichen in grüner Farbe zeigten die Lage der Gräber an und wiesen auf die sabbatianische Wertschätzung dieser Farbe hin. Die in Offenbach letztlich verbliebenen Frankisten werden mit ziemlicher Sicherheit mit der christlichen Bevölkerung (zumal erleichtert durch die christliche Taufe) verschmolzen, der engste Vertrautenkreis der Franks dort verstorben sein. Bei der Umebnung des Offenbacher Stadtfriedhofs 1866 öffnete man die Gräber Jakob und Eva Franks. Den Schädel Jakob Franks nahm der Offenbacher Heimatforscher Emil Pirazzi an sich und ließ ihn noch einige Jahrzehnte auf seinem Bücherschrank stehen. Aleksander Kraushar, der bei seinen Recherchen 1894 Offenbach besuchte, machte ein Foto davon (s. Bild rechts).
Nach dem Tod Eva Franks und dem Niedergang der Offenbacher Frankisten löste sich auch das Phänomen der Prager Frankisten im Zeitalter der jüdischen Aufklärung auf. Einige von ihnen, die sich durch den Frankismus schon vom traditionellen Judentum getrennt hatten, ließen auch ihn hinter sich und schlossen sich der Haskala an. Manche waren 1832 unter den Begründern des ersten Reformtempels in Prag zu finden. In den 1840er Jahren wanderten einige der frankistischen Familien in die USA aus. Sabbatianische Tradition pflegten in Böhmen und Mähren vor allem einige zu Reichtum und Ansehen gelangten Familien, jedoch im Sinne einer aufklärerischen Selbstbefreiung aus Schtetl und rabbinischer Bevormundung sowie mit revolutionären, freimaurerischen und elitären Tendenzen. Diese Familien tilgten später meist die Zeugnisse ihrer frankistischen Vergangenheit, so dass die Nachwirkungen für das 19. und 20. Jahrhundert nur schwer abzuschätzen sind.
Die Warschauer Kompanie blieb wohl noch bis Mitte des 19. Jahrhunderts eine geschlossene Gesellschaft, die nur unter sich heiratete. Der Kontakt zwischen den Warschauer Frankisten und der Dönme blieb auch nach dem Tod Franks bestehen. Bis zum Beginn des 20. Jahrhunderts hatten sich die Warschauer Frankisten vom Frankismus jedoch getrennt und waren endgültig in der polnischen Gesellschaft aufgegangen. In ihren Häusern konnten Historiker wie Aleksander Kraushar noch Exemplare bedeutender frankistischer Quellen finden, die sie aufbewahrt hatten.

## Werke
- Jakob Frank: Sammlung der Worte des Herrn (KSP), §§ 1–2286. Autograph, Brünn 1755.
- Jakob Frank: Chronik des Leben Franks. Autograph, Brünn 1755.

## Rezeption

### Verfilmungen
- Daas, polnischer Kostümfilm 2011, Argomedia Production, Regisseur: Adrian Panek

### Belletristik

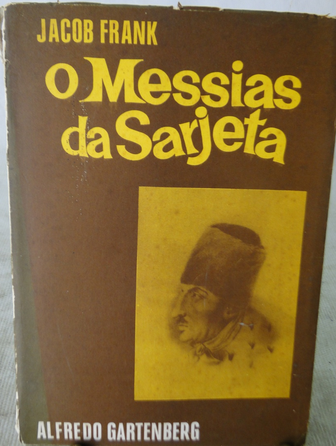
Der Messias aus der Gosse (Roman eines österreichischen Emigranten, portugiesisch, 1980)

- Alfredo Gartenberg: Jacob Frank. O Messias da Sarjeta. Rio de Janeiro, 1980
- Olga Tokarczuk: Księgi Jakubowe (Bücher Jakobs). Historischer Roman, Wydawnictwo Literackie, Kraków 2014, deutsch Die Jakobsbücher, übersetzt von Lisa Palmes und Lothar Quinkenstein, Kampa Verlag, Zürich 2019[52]